# Oliver Marmol
Oliver J. Marmol (2 de julio de 1986; Orlando, Florida) es un mánager y jugador de las Grandes Ligas de Béisbol.

## Trayectoria

### Beisbolista
Asistió a la Dr. Phillips High School en Orlando, Florida, y fue reclutado por los Piratas de Pittsburgh en la 31ª ronda del draft de la MLB de 2004. No firmó con los Piratas y asistió al College of Charleston, donde jugó béisbol universitario para los Cougars del College of Charleston. Bateó .327 en tres temporadas con los Cougars, y fue reclutado por los Cardenales de San Luis en la sexta ronda del draft de la MLB de 2007. Jugó en las Ligas menores con los Johnson City Cardinals durante cuatro temporadas, bateando 0,203 como jugador polivalente para los Batavia Muckdogs en la Liga de Nueva York-Penn de Clase A, los Quad Cities River Bandits de la Midwest League de Clase A, y los Palm Beach Cardinals de la Florida State League de Clase A-High.

### Entrenador
En 2011, se convirtió en el entrenador de bateo de los Gulf Coast Cardinals de la Gulf Coast League, de nivel de novato. La temporada siguiente, se convirtió en mánager de los Johnson City Cardinals de la Appalachian League, de nivel de novato, y llevó al equipo a la postemporada. En 2013, dirigió a los State College Spikes de la New York-Penn League. Volvió a State College en 2014, y ganó el campeonato de la liga. En 2015, fue ascendido para dirigir a Palm Beach, y dirigió a Palm Beach durante la temporada 2016.
Los Cardenales nombraron a Oliver su entrenador de primera base antes de la temporada 2017. Antes de la temporada 2019, los Cardenales cambiaron a Mármol a entrenador de banca. El 25 de octubre de 2021, fue ascendido a mánager de los Cardenales.

## Vida personal
Oliver mármol es Dominicano, y Es cristiano y está casado con Amber Marmol con que tienen una hija.